# Diocesi di Sendai
La diocesi di Sendai (in latino Dioecesis Sendaiensis) è una sede della Chiesa cattolica in Giappone suffraganea dell'arcidiocesi di Tokyo. Nel 2022 contava 9.653 battezzati su 6.527.419 abitanti. È retta dal vescovo Edgar Cuntapay Gacutan, C.I.C.M.

## Territorio
La diocesi comprende le prefetture di Aomori, Fukushima, Iwate e Miyagi.
Sede vescovile è la città di Sendai, dove si trova la cattedrale dei Santi Pietro e Paolo.
Il territorio è suddiviso in 52 parrocchie.

## Storia
Il vicariato apostolico di Hakodate fu eretto il 17 aprile 1891 con il breve Ex officio di papa Leone XIII, ricavandone il territorio dal vicariato apostolico del Giappone settentrionale (oggi arcidiocesi di Tokyo).
Il 15 giugno dello stesso anno il vicariato apostolico fu elevato a diocesi con il breve Non maius Nobis dello stesso papa Leone XIII.
Il 13 agosto 1912 e il 12 febbraio 1915 cedette porzioni del suo territorio a vantaggio dell'erezione delle prefetture apostoliche rispettivamente di Niigata e di Sapporo (oggi entrambe diocesi).
La sede vescovile, inizialmente a Hakodate, fu traslata a Sendai il 9 maggio 1902, ma ritornò a Hakodate il 25 novembre 1924 per effetto del decreto Cum Reverendissimo della Congregazione di Propaganda Fide. È stata trasferita definitivamente a Sendai il 9 marzo 1936 in forza del decreto Cum dioecesis della stessa Congregazione di Propaganda Fide; in quest'ultima occasione la diocesi ha assunto il nome attuale.
Il 19 giugno 1952 ha ceduto una porzione di territorio, comprensivo dell'antica sede vescovile di Hakodate, al vicariato apostolico di Sapporo (oggi diocesi).

## Cronotassi dei vescovi
Si omettono i periodi di sede vacante non superiori ai 2 anni o non storicamente accertati.
- Alexandre Berlioz, M.E.P. † (24 aprile 1891[2] - 25 luglio 1927 dimesso[3])
  - Sede vacante (1927-1935)
  - André Dumas, O.P. † (1931 - 1935 dimesso) (amministratore apostolico)
- Marie-Joseph Lemieux, O.P. † (9 dicembre 1935 - 16 gennaio 1941 dimesso[4])
- Michael Wasaburō Urakawa † (20 novembre 1941 - 26 novembre 1953 dimesso[5])
- Petro Arikata Kobayashi † (21 febbraio 1954 - 24 gennaio 1976 dimesso)
- Raymond Augustin Chihiro Sato, O.P. † (24 gennaio 1976 - 19 giugno 1998 dimesso)
- Francis Xavier Osamu Mizobe, S.D.B. † (10 maggio 2000 - 14 maggio 2004 nominato vescovo di Takamatsu)
- Martin Tetsuo Hiraga (10 dicembre 2005 - 18 marzo 2020 ritirato)
- Edgar Cuntapay Gacutan, C.I.C.M., dall'8 dicembre 2021

## Statistiche
La diocesi nel 2022 su una popolazione di 6.527.419 persone contava 9.653 battezzati, corrispondenti allo 0,1% del totale.
| anno | popolazione | popolazione | popolazione | presbiteri | presbiteri | presbiteri | presbiteri                | diaconi | religiosi | religiosi | parrocchie |
| anno | battezzati  | totale      | %           | numero     | secolari   | regolari   | battezzati per presbitero | diaconi | uomini    | donne     | parrocchie |
| ---- | ----------- | ----------- | ----------- | ---------- | ---------- | ---------- | ------------------------- | ------- | --------- | --------- | ---------- |
| 1950 | 5.677       | 6.635.317   | 0,1         | 52         | 21         | 31         | 109                       |         | 36        | 299       | 22         |
| 1969 | 12.541      | 6.557.000   | 0,2         | 40         | 27         | 13         | 313                       |         | 18        | 337       | 52         |
| 1980 | 12.336      | 7.013.198   | 0,2         | 82         | 29         | 53         | 150                       |         | 60        | 334       | 57         |
| 1990 | 11.816      | 7.255.210   | 0,2         | 74         | 27         | 47         | 159                       |         | 52        | 319       | 57         |
| 1999 | 11.172      | 7.396.081   | 0,2         | 62         | 29         | 33         | 180                       |         | 37        | 311       | 67         |
| 2000 | 10.872      | 7.393.347   | 0,1         | 65         | 28         | 37         | 167                       |         | 41        | 300       | 67         |
| 2001 | 10.869      | 7.386.346   | 0,1         | 59         | 26         | 33         | 184                       |         | 37        | 307       | 67         |
| 2002 | 10.887      | 7.380.697   | 0,1         | 54         | 24         | 30         | 201                       |         | 33        | 303       | 56         |
| 2003 | 10.936      | 7.364.591   | 0,1         | 51         | 23         | 28         | 214                       |         | 31        | 288       | 56         |
| 2004 | 10.947      | 7.332.874   | 0,1         | 50         | 27         | 23         | 218                       |         | 29        | 289       | 56         |
| 2010 | 10.949      | 7.167.150   | 0,2         | 39         | 22         | 17         | 280                       |         | 24        | 258       | 53         |
| 2014 | 10.384      | 6.985.141   | 0,1         | 35         | 17         | 18         | 296                       |         | 21        | 234       | 53         |
| 2017 | 10.009      | 6.791.448   | 0,1         | 28         | 16         | 12         | 357                       |         | 13        | 196       | 53         |
| 2020 | 9.794       | 6.661.800   | 0,1         | 32         | 16         | 16         | 306                       |         | 17        | 180       | 52         |
| 2022 | 9.653       | 6.527.419   | 0,1         | 26         | 14         | 12         | 371                       |         | 12        | 144       | 52         |